# Il sangue dei vinti
Il sangue dei vinti è un libro scritto da Giampaolo Pansa ed edito da Sperling & Kupfer.
Il libro racconta di esecuzioni o presunte tali e di crimini compiuti da partigiani e da altri individui dopo il 25 aprile 1945, a Liberazione ormai compiuta, verso fascisti e presunti tali o antifascisti non comunisti. Il libro narra di come tra i giustiziati e le vittime vi furono persone responsabili di crimini sia militari che civili, ma anche persone che, pur legate al fascismo, non avevano compiuto direttamente atti criminosi. Il libro racconta altresì le esecuzioni sommarie di quei giorni, tra cui anche diversi omicidi di partigiani non comunisti e di giornalisti uccisi in quanto avevano denunciato le vessazioni e le violenze operate nel cosiddetto "triangolo della morte". Non è ascrivibile nella categoria saggio storico in quanto non presenta alcuna bibliografia né alcuna nota con nessun riferimento a fonti storiche.

## Due piani narrativi
Il libro si sviluppa su due piani paralleli: da un lato, gli eventi vengono illustrati seguendo un percorso geografico che, partendo da Milano e irradiandosi al resto della Lombardia, passa al Piemonte (terra natale dell'autore che arricchisce la descrizione con suoi personali ricordi e impressioni) lungo un itinerario che da Novara, a Torino, Cuneo e Vercelli, sfocia a Genova e in Liguria e poi giunge sino in Veneto, dopo aver attraversato l'Emilia-Romagna da Reggio, a Modena, a Bologna.
È un itinerario che inizia alla fine della guerra, con l'esposizione dei cadaveri dei gerarchi fascisti, di Mussolini e di Claretta Petacci in piazzale Loreto a Milano, nel corso del quale si narrano numerosi episodi di violenza e di sangue, che andarono dalle umiliazioni e sopraffazioni, ai processi sommari e omicidi esemplari, fino a vere e proprie stragi. Secondo quanto narrato da Pansa, ne fecero le spese indifferentemente fascisti e personaggi accusati di essere spie o collaborazionisti, anche di età molto giovane, i quali furono coinvolti sulla base della parentela con qualche fascista. Inseguiti a fucilate e talvolta assassinati i reduci, alle giovani ausiliarie delle milizie e organizzazioni fasciste tocca spesso un duro calvario: umiliate e disumanizzate, rasate a zero e trascinate come bestie dome in pubblica piazza, sono esposte al pubblico dileggio cui, a volte, segue un'esecuzione sommaria. Per poi allargarsi a colpire piccoli industriali e proprietari terrieri, sacerdoti, e persino partigiani bianchi e cattolici impegnati in politica nella Democrazia Cristiana.
Accanto a questo percorso, l'autore affianca un piano narrativo teso a focalizzare e a mostrare al lettore - da vicino e sin quasi nell'intimo, dal loro punto di vista - l'umanità delle vittime di questa coda di sangue e violenza che segue la guerra e che si trascina per circa due anni. Vengono così narrati in dettaglio drammi vissuti da persone che oggi definiremmo gente comune, le tragedie di famiglie anche solo sospettate di vicinanza al fascismo, o altrimenti giudicate degne di essere colpite, che vedono i propri figli scomparire e le proprie figlie subire stupri e oltraggi.
Particolarmente toccante - e, allo stesso tempo, paradigmatico rispetto alla lettura che Pansa propone di quest'orgia di violenza - è il caso di Giorgio Morelli, ventunenne partigiano cattolico delle Fiamme Verdi, nome di battaglia "il Solitario". Entrato a Reggio Emilia a cavallo di una bicicletta prestatagli dal fratello di don Giuseppe Dossetti, il 24 aprile 1945 per primo vi aveva issato il tricolore sul municipio della città liberata. Testimone della misteriosa scomparsa del suo amico Mario Simonazzi, popolare comandante non comunista di una formazione partigiana, trovato assassinato in circostanze mai chiarite, e di una serie di altre violenze e omicidi, Morelli anima un piccolo giornale, La Penna, attraverso il quale denuncia abusi e crimini perpetrati dagli ex compagni di lotta legati al PCI. 
Vittima a propria volta di un agguato, morirà a seguito alle ferite riportate, non senza aver manifestato la propria sfida e la propria integrità sino all'ultimo, indossando in pubblico il cappotto che aveva al momento dell'attentato subito, i fori dei proiettili che lo avrebbero condotto alla tomba ben in vista. 
Fra le altre esecuzioni successive alla Liberazione di "nemici di classe" o avversari politici, attribuite da Pansa al PCI, vi sono quelli di don Umberto Pessina di Correggio, del sindaco socialista di Casalgrande, Umberto Farri, dell'avvocato liberale e antifascista reggiano Ferdinando Ferioli, figlio dell'ultimo sindaco democratico di Sassuolo Aristide Ferioli, ucciso dai fascisti nel 1944, dell'ingegnere Arnaldo Vischi, direttore generale delle Officine Meccaniche Reggiane dopo la Liberazione con il gradimento del CLN.

## La tesi centrale del libro
Pansa evidenziando l'elevato numero di civili (non riconducibili al fascismo) uccisi in quelle zone d'Italia in cui l'egemonia comunista era notevole, cioè nel triangolo della morte e più in generale in gran parte dell'Emilia-Romagna, sostiene nel libro la tesi che in quelle terre al termine della guerra civile di liberazione contro i nazifascisti ne iniziò una seconda, una guerra civile sotterranea e clandestina effettuata da settori più o meno deviati del PCI contro quelli che erano ritenuti dei nemici di classe (proprietari terrieri, sacerdoti, esponenti di partiti politici anticomunisti) in preparazione di un'eventuale rivoluzione proletaria.
Di questa "seconda" guerra civile e delle uccisioni compiute a guerra ormai finita secondo Pansa fu in parte responsabile anche Palmiro Togliatti allora segretario del PCI che fino alla fine del 1946 nulla fece per porre freno ai numerosi omicidi, ma che anzi avrebbe permesso la fuga in quei paesi dell'Est Europa sotto influenza sovietica di alcuni fra i responsabili di quei crimini.

## Copertina del libro
Sulla copertina del libro vi è una foto in cui alcuni partigiani armati sfilano per strada strattonando un uomo che ha le mani dietro la nuca. Nella didascalia si legge "fascista ucciso il 28 aprile 1945". L'uomo è Carlo Barzaghi, autista di Franco Colombo, comandante della Legione Autonoma Mobile Ettore Muti. Barzaghi è un esponente della Repubblica di Salò, ed è conosciuto anche come "boia del Verzeè", responsabile di crimini di guerra come la compilazione di elenchi di ebrei e oppositori poi deportati nei campi di sterminio nazisti. Barzaghi fu anche implicato nella strage di Piazzale Loreto del 1944, dove vennero fucilati quindici partigiani dai militi del gruppo Oberdan della Legione Autonoma Mobile Ettore Muti.

## Struttura del libro
Il libro si sviluppa tra finzione e cronaca vera e propria, ricorrendo all'artificio di dotarsi di un filo rosso costituito dal personaggio inventato di Livia Bianchi, una bibliotecaria della Biblioteca Nazionale Centrale di Firenze che accompagna Pansa nella sua ricerca. La scelta del nome ha suscitato l'indignazione dell'ANPI, dato che Livia Bianchi è quello di una partigiana, medaglia d'oro al valor militare, caduta ventiseienne nel gennaio 1945 in Valsolda per mano dei nazifascisti, mentre sono giunte denunce anche da privati cittadini circa l'accuratezza e l'obiettività dei fatti riferiti da "Livia".
L'opera intende denunciare una congiura del silenzio, tema che Pansa poi affronta in particolare ne La grande bugia, e di una cultura dell'insabbiamento sistematiche alle quali la sinistra, in particolare quella comunista, avrebbe fatto ricorso, per rintracciare le radici della stagione delle stragi e della strategia della tensione, questa volta ribaltando i termini della questione, laddove ai silenzi e ai compromessi segreti posti in essere dalla Repubblica, si oppone l'amnesia e la mistificazione che ha non solo colpito i vinti, ma la loro stessa memoria.
L'autore sostiene che l'obiettivo dell'opera è circoscritto nel raccontare, sottraendolo ai decenni di oblio cui lo ha condannato una certa "retorica resistenziale", il destino dei vinti, vittime di una persecuzione non casuale ed organizzata, tesa a realizzare l'egemonia del PCI; come scrisse Pansa su la Repubblica in replica ad alcune critiche al suo libro, «i dirigenti comunisti italiani intendevano indebolire un'intera classe, la borghesia, e sostituire il vecchio ceto dirigente con una nuova leadership in cui il Pci fosse pienamente rappresentato. È esattamente ciò che è accaduto dopo il 25 aprile, in tante località, anche piccole. Dove sono stati giustiziati il podestà, il segretario comunale, il medico condotto, la maestra, l'ostetrica, il possidente o il commerciante più in vista. [...] Accoppando questa gente, e facendo sparire i loro corpi, si creava un vuoto che è stato riempito da un altro ceto».
Il titolo del libro fu suggerito da Adele Grisendi, che sarebbe poi divenuta moglie di Pansa.

## Reazioni critiche
Le tesi di Pansa, presentate in questo libro e ulteriormente sviluppate in altri due successivi, hanno sollevato notevoli critiche da parte di numerosi storici e saggisti, oltre che agli ambienti legati alla sinistra italiana. Oltre alle tesi, alcuni di tali critici hanno messo in discussione il metodo seguito dall'autore nella stesura del libro (assenza di metodo e mancanza di fonti, riferimenti bibliografici e riscontri); secondo i critici, il libro non è definibile storico, mancano i basilari rinvii alla documentazione, il confronto incrociato delle fonti, l'analisi critica della pubblicistica, oltre che una elementare conoscenza del dibattito storiografico.

## Seguiti
- Sconosciuto 1945 (2005)
- La Grande Bugia (2006)

## Edizioni
- Il sangue dei vinti. Quello che accadde in Italia dopo il 25 aprile, Collana Saggi, Milano, Sperling & Kupfer, 2003,  pp. X-380, ISBN 978-88-200-3566-2. - Milano, Mondolibri, 2004.
- Il sangue dei vinti. Quello che accadde in Italia dopo il 25 aprile, con una nuova Introduzione, Collana Saggi Paperback n.34, Milano, Sperling & Kupfer, 2005,  pp. XXIV-380, ISBN 9788882747596. - Collana Saggi, Milano, Sperling & Kupfer, 2010, ISBN 978-88-200-5037-5; Collana Pickwick, Sperling & Kupfer, 2013, ISBN 978-88-683-6032-0.
- Il sangue dei vinti. Quello che accadde in Italia dopo il 25 aprile, Prefazione di Luca Telese, Collana Saggi italiani, Milano, Rizzoli, 2024, ISBN 978-88-171-8664-3.